# Filmografia de Buster Keaton

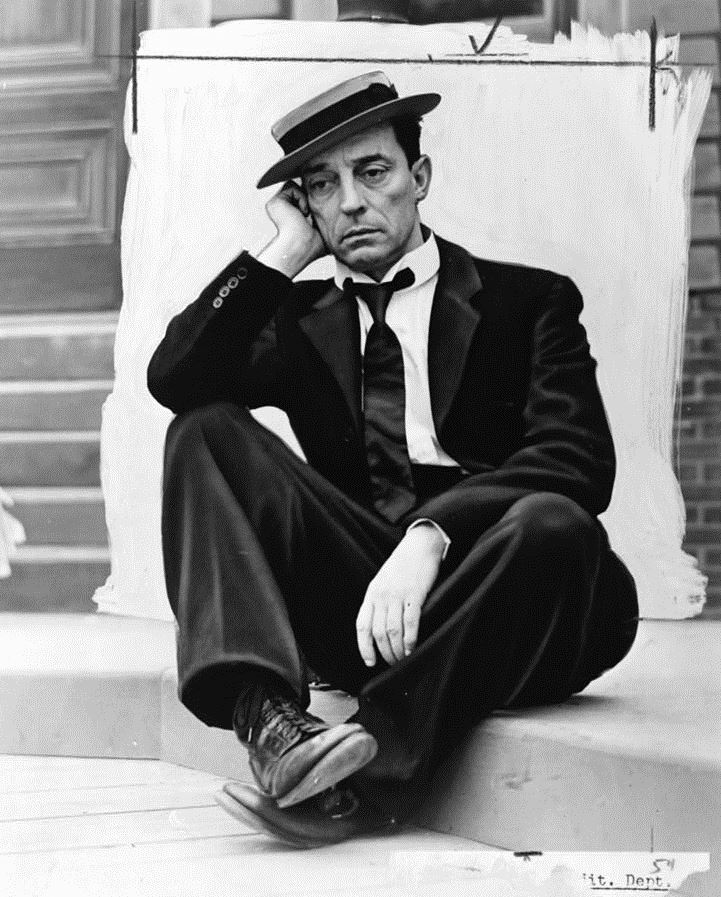
Joseph Frank "Buster" Keaton em 1939

Esta é uma lista de filmes do ator, comediante e cineasta americano Buster Keaton.

## Filmes curtos

### EstrelandoRoscoe Arbuckle, apresentando Buster Keaton
| Data de lançamento | Título                 | Creditado como | Creditado como | Creditado como                        | Notas                                        |
| Data de lançamento | Título                 | Escritor       | Diretor        | Personagem                            | Notas                                        |
| ------------------ | ---------------------- | -------------- | -------------- | ------------------------------------- | -------------------------------------------- |
| Abril de 1917      | o açougueiro           |                |                | Buster                                | Primeiro papel no cinema                     |
| Junho de 1917      | A Casa Rústica         | Sim            | Sim            | Jardineiro/Entregador/Policial        | Co-dirigido e co-escrito por Roscoe Arbuckle |
| Agosto de 1917     | Sua noite de núpcias   |                |                | Entregador                            | —                                            |
| Setembro de 1917   | Oi Doutor!             |                |                | Junior Holepoke                       | —                                            |
| Outubro de 1917    | Coney Island           |                |                | Rival / policial com bigode           | —                                            |
| Dezembro de 1917   | Um Herói do País       |                |                | Artista de Vaudeville                 | filme perdido                                |
| Janeiro de 1918    | Oeste                  |                |                | Xerife / Proprietário do Saloon       | —                                            |
| Março de 1918      | O Mensageiro           |                |                | Mensageiro de hotel                   | —                                            |
| Maio de 1918       | luar                   |                |                | Agente de receita                     | —                                            |
| Julho de 1918      | Boa noite, enfermeira! |                |                | Dr. Hampton / Mulher com guarda-chuva | —                                            |
| Setembro de 1918   | O cozinheiro           |                |                | Garçom                                | —                                            |
| Setembro de 1919   | Nos bastidores         |                |                | Ajudante de palco                     | —                                            |
| Outubro de 1919    | a semente de feno      |                |                | Gerente, loja geral                   | —                                            |
| Janeiro de 1920    | A garagem              |                |                | Mecânico / Bombeiro                   | —                                            |

### Estrelado por Buster Keaton sob a Buster Keaton Productions
| Data de lançamento | Título                   | Creditado como | Creditado como | Creditado como                                                                                          | Notas                          |
| Data de lançamento | Título                   | Escritor       | Diretor        | Personagem                                                                                              | Notas                          |
| ------------------ | ------------------------ | -------------- | -------------- | --- | ------------------------------ |
| Setembro de 1920   | Uma semana               | Sim            | Sim            | O noivo                                                                                                 | —                              |
| Setembro de 1920   | O Saphead                |                |                | Bertie 'O Cordeiro' Van Alstyne                                                                         | —                              |
| Outubro de 1920    | Condenado 13             | Sim            | Sim            | Jogador de golfe virou prisioneiro / Guarda                                                             | —                              |
| Dezembro de 1920   | Vizinhos                 | Sim            | Sim            | o menino                                                                                                | —                              |
| Dezembro de 1920   | O espantalho             | Sim            | Sim            | lavrador                                                                                                | —                              |
| Fevereiro de 1921  | A casa assombrada        | Sim            | Sim            | funcionário do banco                                                                                    | —                              |
| Março de 1921      | Má sorte                 | Sim            | Sim            | menino suicida                                                                                          | —                              |
| Abril de 1921      | o sinal alto             | Sim            | Sim            | Nosso herói                                                                                             | —                              |
| Maio de 1921       | A cabra                  | Sim            | Sim            | Buster Keaton                                                                                           | —                              |
| Outubro de 1921    | The Playhouse            | Sim            | Sim            | Público/Orquestra / Mr. Brown – Primeiro Menestrel/Segundo Menestrel/ Interlocutores/ Auxiliar de palco | —                              |
| Novembro de 1921   | The Boat                 | Sim            | Sim            | O construtor de barcos                                                                                  | —                              |
| janeiro de 1922    | O Cara Pálida            | Sim            | Sim            | Pequeno Chefe Cara Pálida                                                                               | —                              |
| março de 1922      | Policiais                | Sim            | Sim            | O jovem                                                                                                 | —                              |
| maio de 1922       | Relações da minha esposa | Sim            | Sim            | O marido                                                                                                | —                              |
| Julho de 1922      | o ferreiro               | Sim            | Sim            | ajudante de ferreiro                                                                                    | —                              |
| agosto de 1922     | O Norte Congelado        | Sim            | Sim            | o homem mau                                                                                             | —                              |
| outubro de 1922    | A casa elétrica          | Sim            | Sim            | Buster Keaton                                                                                           | —                              |
| novembro de 1922   | Daydreams                | Sim            | Sim            | O jovem                                                                                                 | Distribuído por First National |
| janeiro de 1923    | O Balonático             | Sim            | Sim            | O jovem                                                                                                 | —                              |
| março de 1923      | o ninho de amor          | Sim            | Sim            | Buster Keaton                                                                                           | —                              |

### Estrelado por Buster Keaton para imagens educativas
| Data de lançamento | Título                    | Creditado como | Creditado como | Creditado como                         | Notas |
| Data de lançamento | Título                    | Escritor       | Diretor        | Função                                 | Notas |
| ------------------ | ------------------------- | -------------- | -------------- | -------------------------------------- | ----- |
| Março de 1934      | O Fantasma Dourado        |                |                | Wally                                  | —     |
| Maio de 1934       | Allez Oop                 |                |                | Elmer                                  | —     |
| Janeiro de 1935    | Palooka de Paducah        |                |                | Jim Diltz                              | —     |
| Fevereiro de 1935  | One Run Elmer             |                |                | Elmer                                  | —     |
| Março de 1935      | Romance Hayseed           |                |                | Elmer Dolittle                         | —     |
| Maio de 1935       | alcatrões e listras       |                |                | Aprendiz de marinheiro Elmer Doolittle | —     |
| Agosto de 1935     | O Homem E-Flat            |                |                | Elmer                                  | —     |
| Outubro de 1935    | O jovem tímido            |                |                | milton                                 | —     |
| Janeiro de 1936    | Três em um membro         |                |                | Elmer Brown                            | —     |
| Fevereiro de 1936  | Ópera Grand Slam          |                |                | Elmer Butts                            | —     |
| Agosto de 1936     | Chamas Azuis              |                |                | Elmer                                  | —     |
| Outubro de 1936    | O químico                 |                |                | Triplo Elmer                           | —     |
| Novembro de 1936   | Magia Mista               |                |                | Elmer "feliz" Butterworth              | —     |
| Janeiro de 1937    | isca de prisão            |                |                | menino de escritório                   | —     |
| Fevereiro de 1937  | Idem                      |                |                | o homem esquecido                      | —     |
| Março de 1937      | Ninho de amor sobre rodas |                |                | Elmer                                  | —     |

### Estrelando Buster Keaton para aColumbia Pictures
| Data de lançamento | Título                          | Creditado como | Creditado como | Creditado como              | Notas |
| Data de lançamento | Título                          | Escritor       | Diretor        | Personagem                  | Notas |
| ------------------ | ------------------------------- | -------------- | -------------- | --------------------------- | ----- |
| Junho de 1939      | Praga do Oeste                  | Sim            |                | Senhor                      | —     |
| Agosto de 1939     | Perambulando pela Geórgia       | Sim            |                | Homer Cobb                  | —     |
| Janeiro de 1940    | Nada além de prazer             |                |                | Clarence Plunkett           | —     |
| Março de 1940      | Perdoe minhas marcas de beliche |                |                | Elmer – copiador de jornais | —     |
| Junho de 1940      | A domesticação do Snood         |                |                | Buster Keaton               | —     |
| Setembro de 1940   | o fantasma fala                 |                |                | Buster                      | —     |
| Dezembro de 1940   | Seu Ex marca o local            |                |                | Buster - o marido           | —     |
| Fevereiro de 1941  | Então Você Não Vai Gritar       |                |                | Eddie                       | —     |
| Setembro de 1941   | Incômodo Geral                  |                |                | Peter Lamar - Jr.           | —     |
| Novembro de 1941   | Ela é Mina de Petróleo          |                |                | Buster Waters, encanador    | —     |

### Estrelado por Buster Keaton para produtores independentes
| Data de lançamento | Título                             | Creditado como | Creditado como | Creditado como  | Notas                                                                                          |
| Data de lançamento | Título                             | Escritor       | Diretor        | Função          | Notas                                                                                          |
| ------------------ | ---------------------------------- | -------------- | -------------- | --------------- | ---------------------------------------------------------------------------------------------- |
| Outubro de 1952    | Paraíso para Buster                |                |                | Buster          | Curta-metragem industrial para John Deere & Co.                                                |
| 1960               | O diabo para pagar                 |                |                | Diablos         | Curta-metragem industrial para a Associação Nacional de Atacadistas                            |
| 1963               | Não há negócio como nenhum negócio |                |                |                 | Curta-metragem industrial para Maremont Exhaust e Gabriel Shocks Division da Arvin Corporation |
| 1963               | O triunfo de Lester Snapwell       |                |                | Lester Snapwell | Curta-metragem industrial para a Eastman Kodak Company                                         |
| 1965               | O Cara da Queda                    |                |                | O Cara da Queda | Curta-metragem industrial para US Steel                                                        |
| Janeiro de 1965    | Filme                              |                |                | O homem         | —                                                                                              |
| Outubro de 1965    | A Ferroviária                      |                |                | O homem         | —                                                                                              |
| Janeiro de 1966    | O Escriba                          |                |                | Jornalista      | Curta-metragem industrial para a Construction Safety Association of Ontario                    |

### Com Buster Keaton em papéis especiais
| Data de lançamento | Título                        | Creditado como | Creditado como | Creditado como | Notas |
| Data de lançamento | Título                        | Escritor       | Diretor        | Função         | Notas |
| ------------------ | ----------------------------- | -------------- | -------------- | -------------- | ----- |
| 1922               | Vendo estrelas                |                |                | Ele mesmo      | —     |
| Abril de 1925      | A Mula de Ferro               |                |                | indiano        | —     |
| Abril de 1931      | Os Jools Roubados             |                |                | Policial       | —     |
| Dezembro de 1935   | La Fiesta de Santa Bárbara    |                |                | Ele mesmo      | —     |
| Agosto de 1936     | Sunkist Stars em Palm Springs |                |                | Ele mesmo      | —     |
| Maio de 1939       | Hobbies de Hollywood          |                |                | Ele mesmo      | —     |

## Longas-metragens

### Estrelando Buster Keaton para Metro Pictures
| Data de lançamento | Título    | Creditado como | Creditado como | Creditado como                  | Notas |
| Data de lançamento | Título    | Escritor       | Diretor        | Função                          | Notas |
| ------------------ | --------- | -------------- | -------------- | ------------------------------- | ----- |
| Outubro de 1920    | O Saphead | Sim            |                | Bertie 'O Cordeiro' Van Alstyne | —     |

### Estrelado por Buster Keaton sob a Buster Keaton Productions
| Data de lançamento        | Título              | Creditado como | Creditado como | Creditado como               | Notas                                    |
| Data de lançamento        | Título              | Escritor       | Diretor        | Papel                        | Notas                                    |
| ------------------------- | ------------------- | -------------- | -------------- | ---------------------------- | ---------------------------------------- |
| Setembro de 1923          | Três idades         |                | Sim            | O menino                     | Co-dirigido com Edward F. Cline          |
| Novembro de 1923          | Nossa Hospitalidade |                | Sim            | Willie McKay                 | Co-dirigido com John G. Blystone         |
| Maio de 1924              | Sherlock Jr.        |                | Sim            | Projecionista / Sherlock Jr. | —                                        |
| Outubro de 1924           | O Navegador         |                | Sim            | Rollo Treadway               | Co-dirigido com Donald Crisp             |
| Março de 1925             | Sete chances        |                | Sim            | James Shannon                | —                                        |
| Novembro de 1925          | Vá para Oeste       | Sim            | Sim            | Friendless                   | —                                        |
| Setembro de 1926          | Mordomo batalhador  |                | Sim            | Alfred Butler                | —                                        |
| Dezembro de 1926 (Tóquio) | O General           | Sim            | Sim            | Johnie Gray                  | Co-escrito e dirigido com Clyde Bruckman |
| Setembro de 1927          | Faculdade           |                | Sim            | Ronaldo                      | Co-dirigido com James W. Horne           |
| Maio de 1928              | Steamboat Bill, Jr. |                | Sim            | Willian Canfield Jr.         | Co-dirigido com Charles Reisner          |

### Estrelando Buster Keaton paraMetro-Goldwyn-Mayer
| Data de lançamento | Título                   | Creditado como | Creditado como | Creditado como       | Notas                                         |
| Data de lançamento | Título                   | Escritor       | Diretor        | Função               | Notas                                         |
| ------------------ | ------------------------ | -------------- | -------------- | -------------------- | --------------------------------------------- |
| Setembro de 1928   | The Cameraman            |                | Sim            | Buster               | Co-dirigido com Edward Sedgwick               |
| Abril de 1929      | Spite Marriage           |                | Sim            | Elmer Gantry         | Co-dirigido com Edward Sedgwick               |
| Março de 1930      | Livre e fácil            |                |                | Elmer                | —                                             |
| Julho de 1930      | Estrellados              |                |                | Canuto Cuadratin     | Versão em espanhol do Free and Easy           |
| Agosto de 1930     | Doughboys                |                |                | Elmer                | —                                             |
| Janeiro de 1931    | De frente...marchen      |                |                | Canuto de la Montera | Versão em espanhol de Doughboys               |
| Fevereiro de 1931  | Salão, quarto e banheiro |                |                | Reginald Irving      | —                                             |
| Setembro de 1931   | Calçadas de Nova York    |                |                | harmonia             | —                                             |
| Outubro de 1931    | Casanova Wide Willen     |                |                | Reggie Irving        | Versão em alemão de Parlour, Bedroom and Bath |
| Fevereiro de 1932  | O Encanador Apaixonado   |                |                | Elmer E. Tuttle      | —                                             |
| Agosto de 1932     | Speak Easily             |                |                | Professor            | —                                             |
| Dezembro de 1932   | Le plombier amoureux     |                |                | Elmer Tuttle         | Versão em francês de The Passionate Plumber   |
| Fevereiro de 1933  | O que! Nada de cerveja?  |                |                | Elmer J. Butts       | —                                             |

### Com Buster Keaton em papéis especiais
| Release date                              | Title                                          | Credited as | Credited as | Credited as                                        | Notes                                                       |
| Release date                              | Title                                          | Writer      | Director    | Role                                               | Notes                                                       |
| ----------------------------------------- | ---------------------------------------------- | ----------- | ----------- | -------------------------------------------------- | ----------------------------------------------------------- |
| Outubro de 1920                           | The Round-Up                                   |             |             | Indiano                                            | Não creditado                                               |
| Dezembro de 1928                          | Brotherly Love                                 |             |             | Barbeiro                                           | Não creditado, aparição é especulativa                      |
| Abril de1929                              | Tide of Empire                                 |             |             | Bêbado jogado para fora do bar                     | Não creditado                                               |
| Junho de 1929                             | The Hollywood Revue of 1929                    |             |             | Ele mesmo / Princesa Raja                          | —                                                           |
| Inédito, programado para setembro de 1930 | The March of Time                              |             |             | Caveman                                            | Versão truncada apenas em língua alemã de The March of Time |
| Novembro de 1931                          | Wir schalten um auf Hollywood                  |             |             | Ele mesmo                                          | —                                                           |
| Outubro de 1939                           | Hollywood Cavalcade                            |             |             | Ele mesmo                                          | —                                                           |
| Julho de 1940                             | New Moon                                       |             |             | Prisoner – 'LuLu'                                  | —                                                           |
| Outubro de 1940                           | The Villain Still Pursued Her                  |             |             | William Dalton                                     | —                                                           |
| Novembro de 1940                          | Li'l Abner                                     |             |             | Lonesome Polecat                                   | —                                                           |
| Março de 1943                             | Forever and a Day                              |             |             | Wilkins                                            | —                                                           |
| Setembro de1944                           | San Diego, I Love You                          |             |             | Bus Driver                                         | —                                                           |
| Junho de 1945                             | That's the Spirit                              |             |             | L.M.                                               | —                                                           |
| Setembro de 1945                          | That Night with You                            |             |             | Sam                                                | —                                                           |
| Novembro de 1945                          | She Went to the Races                          |             |             | Bellboy                                            | —                                                           |
| Março de 1946                             | God's Country                                  |             |             | Mr. Boone aka Old Tarp                             | —                                                           |
| Julho de 1946                             | Easy to Wed                                    | Sim         | Sim         |                                                    | Não creditado                                               |
| Abril de 1949                             | Take Me Out to the Ball Game                   | Sim         |             |                                                    | Não creditado                                               |
| Maio de 1949                              | The Lovable Cheat                              |             |             | Goulard                                            | —                                                           |
| Julho de 1949                             | In the Good Old Summertime                     | Sim         | Sim         | Hickey                                             | —                                                           |
| Agosto de 1949                            | You're My Everything                           |             |             | Butler                                             | —                                                           |
| Agosto de 1950                            | Sunset Boulevard                               |             |             | Himself                                            | —                                                           |
| Outubro de 1952                           | Limelight                                      |             |             | Calvero's Partner                                  | —                                                           |
| Junho de 1953                             | The Enchanting Enemy                           |             |             | Buster                                             | —                                                           |
| Outubro de 1956                           | Around the World in 80 Days                    |             |             | Condutor de trem – San Francisco para Fort Kearney | —                                                           |
| Agosto de 1960                            | The Adventures of Huckleberry Finn             |             |             | Lion Tamer                                         | —                                                           |
| Novembro de 1963                          | It's a Mad, Mad, Mad, Mad World                |             |             | Jimmy the Crook                                    | —                                                           |
| Novembro de 1964                          | Pajama Party                                   |             |             | Chief Rotten Eagle                                 | —                                                           |
| Abril de 1965                             | Beach Blanket Bingo                            |             |             | Buster                                             | —                                                           |
| Julho de 1965                             | How to Stuff a Wild Bikini                     |             |             | Bwana                                              | —                                                           |
| Agosto de 1965                            | Sergeant Deadhead                              |             |             | Airman Blinken                                     | —                                                           |
| Dezembro de 1965                          | War Italian Style                              |             |             | General von Kassler                                | —                                                           |
| outubro de 1966                           | A Funny Thing Happened on the Way to the Forum |             |             | Erronius                                           | Último filme                                                |

## Aparições na televisão (incompleto)
- The Ed Wynn Show, (1949) como Buster
- O Buster Keaton Mostrar, KKTV (1950) como Buster
- Vida com Buster Keaton, KKTV (1951) como Buster
- Douglas Fairbanks Presents, episódio "The Awakening" (1954) como The Man
- Screen Directors Playhouse, episódio "The Silent Partner" (1955) como Kelsey Dutton
- The Rosemary Clooney Show, (1956) como Keystone Policeman
- Hora do Circo, Buster Keaton (1957)
- Qual é a minha linha? 1 de setembro de 1957 (Episódio # 378) (Temporada 9, Ep 1) como Convidado Misterioso[2]
- The Donna Reed Show (1957) episódio "A Very Merry Christmas" como Charlie
- Via Láctea, Buster Keaton TV Comercial (1961)
- The Twilight Zone, episódio "Once Upon a Time" (1961) como Woodrow Mulligan, o zelador
- Candid Camera, episódio "In the Diner" (1962)
- Os ladrões de cena, Buster Keaton e Ed Wynn (1962).
- Rota 66, em "Journey to Nineveh" (1962) como Jonah Butler, o azar da cidade[3]
- Mr. Smith Goes to Washington, no episódio "Think Mink" (1963) como Si Willis
- Cleopatra Skit, (1964) Buster Keaton no Palácio de Hollywood
- Lei de Burke, (1964)
- Buster Keaton e Lucille Ball, em comédia para saudar Stan Laurel (1965) como Buster
- Alka Seltzer, anúncio de TV
- Ford Van, anúncio de TV, (1966) como Buster